# Мандич, Анте
Анте Мандич (хорв. Ante Mandić), в некоторой литературе встречается Антон Францевич Мандич (2 июня 1881, Триест — 15 ноября 1959, Ловран) — югославский хорватский политик, юрист, представитель короля в переходном югославском правительстве 1945 года.

## Биография
Родился в 1881 году в Триесте. Окончил юридический факультет университета в Граце, после чего работал адвокатом в Триесте, Волоске и Опатии. Во время Первой мировой войны в 1915 году уехал в Россию, в Петроград. Как представитель Югославянского комитета участвовал в организации югославских добровольческих отрядов в Одессе и был руководителем движения за создание югославского государства.
В июле 1917 года Мандич, несмотря на отсутствие поддержки со стороны Петроградского совета и Петроградского военного округа, сумел раскрыть заговор среди сербских офицеров, которые пытались организовать покушение на Владимира Ленина: инициатором покушения оказались черногорец Владислав Попович-Липовац и бошняк Мехмед Звоно. В октябре 1917 года Мандич занял должность секретаря центрального правительства Югославянского комитета в Лондоне, а после возвращения в Королевство сербов, хорватов и словенцев стал главой Югославско-чехословацкой лиги (с 1919 года). Работал адвокатом в Волоске (1921—1937), Белграде (1937—1941) и Опатии (до 1943).
Мандич пережил оккупацию Югославии, проживая в итальянской зоне оккупации. В 1943 году после капитуляции Италии он возглавил Опатийский народно-освободительный комитет, а также стал послом Земельного антифашистского вече народного освобождения Хорватии и членом Президиума Антифашистского вече народного освобождения Югославии. С 1944 году председатель Истрийского областного комитета Единого народного-освободительного фронта Югославии и Комитета по военным преступлениям в Хорватии. С марта по ноябрь 1945 года являлся представителем короля в переходном югославском правительстве, образованного после соглашения Тито-Шубашича (объединение монархистов и коммунистов в борьбе против немецких оккупантов, известное также как «Висское соглашение» по имени острова, на котором было подписано).
В 1946 году ушёл на пенсию, оставив большую политику. В 1956 году издал книгу «Фрагменты истории объединения» (серб. Фрагменти за хисторију уједињења), в которой изложил основные вехи деятельности Югославянского комитета в Лондоне с 1914 по 1917 годы. Скончался в Ловране в 1959 году.